# TLW International Women's Championship
El Campeonato Internacional Femenil de la TLW (TLW International Women's Championship en inglés) es un campeonato de lucha libre profesional de la Totally Lethal Wrestling, pero promovido por Universal Woman's Pro Wrestling REINA.

## Historia
El título fue fabricado por Top Rope Belts, basado en el FREEDOM II Heavyweight Championship. El 8 de mayo de 2011, durante el primer evento de Universal Woman's Pro Wrestling REINA, el cual se realizó en el Shinjuku FACE de Kabukichō, Tokio, Aki Kanbayashi derrotó a Kelly Skater para coronarse como la primera Campeona Internacional Femenil de la TLW. Este cinturón pertenece a la joven promoción Totally Lethal Wrestling, sin embargo actualmente forma parte de la UWWR.

## Campeona actual
La actual campeona es Aki Kanbayashi, quien derrotó a Kelly Skater el 8 de mayo de 2011 en el Shinjuku FACE de Kabukichō, Tokio, Japón. Aki Kanbayashi se encuentra en su primer reinado.

## Lista de campeones
| Luchadora:     | Reinado N°: | Derrotó a:    | Fecha:            | Show o evento: |
| -------------- | ----------- | ------------- | ----------------- | -------------- |
| Aki Kanbayashi | 1           | Kellie Skater | 8 de mayo de 2011 | REINA 1        |

## Reinados más largos
| Luchadora      | Días | Fecha en que ganó | Fecha en que perdió | Notas                           |
| -------------- | ---- | ----------------- | ------------------- | ------------------------------- |
| Aki Kanbayashi | 5066 | 8 de mayo de 2011 | Campeona actual     | Primera campeona de la historia |

## Datos interesantes
- Reinado más largo: Aki Kanbayashi, 5066 días.
- Reinado más corto: Aki Kanbayashi, 5066 días.
- Campeona más vieja: Aki Kanbayashi, 34 años y 157 días.
- Campeona más joven: Aki Kanbayashi, 34 años y 157 días.
- Campeona más pesada: Aki Kanbayashi, 65 kg (143 lb).
- Campeona más liviana: Aki Kanbayashi, 65 kg (143 lb).